# Кобильник, Владимир Михайлович
Владимир Михайлович Кобильник (24 или 27 апреля 1904 — 28 февраля 1945) — председатель Студенческой украинской общины в Кракове. Доктор медицины. Участник украинского движения сопротивления во время Второй мировой войны. Референт по вопросам идеологии Дрогобычского областного провода ОУНР, областной проводник ОУН Дрогобыччины. Состоял в 18-м курене им. Ивана Франко (Дрогобыч), 6-м курене УСП (Дрогобыч) и 9 курене УСП им. 22 января 1919 года (Краков).

## Биография
Родился в конце апреля 1904 года (точная дата рождения неизвестна) в семье Михаила и Розалии Кобильников. Учился в Дрогобычской гимназии (теперь — Дрогобычская общеобразовательная школа І—ІІІ ступеней № 1 имени Ивана Франко), которую окончил в 1927 году. В 1934 году окончил медицинский факультет Краковского университета, получив звание доктора медицины. Был членом пласта в Дрогобыче и Кракове.
В 1927 году Кобильник стал членом УВО, а через два года вошёл в ряды ОУН. Многократный политзаключённый польских тюрем (1931—1932, 1936—1939, кроме того, отбывал ещё ряд коротких заключений). Занимался краеведческими исследованиями, его исследования печатались в Самборском издательстве. Член областного провода ОУН Дрогобыччины в 1941—1943 годах, арестован нацистами, погиб в концлагере. Похоронен в Шаумбурге.

## Труды
- 1934 — Загальні завваги про кости людини при археологічних розкопах,
- 1934, 1935 — З археології Бойківщини,
- 1936 — Знаки на днах посудин княжої доби зі Ступниці пов. Самбір,
- 1937 — Історія Самбірської церкви, Матеріяльна культура села Жукотина, турчанського повіту.